# Greg Henderson
Greg Henderson, właśc. Gregory Robert Henderson (ur. 10 września 1976 w Dunedin) – nowozelandzki kolarz szosowy i torowy, zawodnik profesjonalnej grupy Lotto Soudal. Mistrz świata w scratch'u.
Największym sukcesem zawodnika jest złoty medal świata w konkurencji scratch na torowych mistrzostwach świata w 2004 roku w Melbourne. W konkurencjach szosowych za najcenniejsze osiągnięcia należy uznać zwycięstwo etapowe w wyścigach Dookoła Katalonii i w Vuelta a España. Jest sprinterem.

## Najważniejsze zwycięstwa i sukcesy

### kolarstwo torowe
1999
- 1. miejsce w mistrzostwach Nowej Zelandii (druż. wyścig na dochodzenie)
- 1. miejsce w mistrzostwach Nowej Zelandii (wyścig punktowy)
- 1. miejsce w mistrzostwach Nowej Zelandii (kryterium)

2000
- 1. miejsce w mistrzostwach Nowej Zelandii (druż. wyścig na dochodzenie)

2001
- 1. miejsce w mistrzostwach Nowej Zelandii (kryterium)
- 1. miejsce w mistrzostwach Nowej Zelandii (wyścig punktowy)

2003
- 1. miejsce w mistrzostwach Nowej Zelandii (madison)
- 2. miejsce w mistrzostwach świata (madison)

2004
- 1. miejsce w mistrzostwach świata (scratch)
- 1. miejsce w mistrzostwach Nowej Zelandii (kryterium)

2005
- 1. miejsce w mistrzostwach Nowej Zelandii (kryterium)

### kolarstwo szosowe
2006
- 1. miejsce w Philadelphia International Championship

2007
- 1. miejsce na 3. i 7. etapie Tour de Georgia

2009
- 1. miejsce w Clásica de Almería
- 1. miejsce na 2. etapie Vuelta a Murcia
- 1. miejsce na 7. etapie Dookoła Katalonii
- 1. miejsce na 3. etapie Vuelta a España

2010
- 1. miejsce w Cancer Council Helpline Classic
- 1. miejsce na 2. etapie Bay Classic Series
- 1. miejsce na 1. etapie Paryż-Nicea
- 1. miejsce na 3. etapie Ster Elektrotoer
- 1. miejsce na 4. etapie Eneco Tour
- 1. miejsce na 2. etapie Tour of Britain
- 1. miejsce na 4. i 9. etapie Tour of Southland
- 3. miejsce w Tour Down Under

2011
- 1. miejsce na 2. etapie Paryż-Nicea
- 1. miejsce na 3. etapie Tour of California
- 1. miejsce na 1. etapie Bay Classic Series